# Mode scalaire
 (juillet 2017).
Si vous disposez d'ouvrages ou d'articles de référence ou si vous connaissez des sites web de qualité traitant du thème abordé ici, merci de compléter l'article en donnant les références utiles à sa vérifiabilité et en les liant à la section « Notes et références ».
Dans la théorie des perturbations cosmologiques, le terme de mode scalaire se réfère à une perturbation de la métrique riemannienne de l'univers qui correspond à un objet scalaire, à l'instar du potentiel gravitationnel en physique newtonienne. 
La relativité générale énonce qu'il existe deux modes scalaires, l'équivalent de deux champs gravitationnels, qui en pratique sont presque toujours égaux. On les appelle potentiels de Bardeen, du nom de James Bardeen. 
Il existe d'autres types de perturbations en cosmologie : les modes vectoriels, qui résultent des champs de vitesse rotationnels (c'est-à-dire de divergence nulle, correspondant à du moment cinétique, comme dans une tornade), et les modes tensoriels, qui correspondent aux ondes gravitationnelles. Diverses considérations permettent de penser que les modes vectoriels ne jouent aucun rôle en cosmologie, alors que les ondes gravitationnelles pourraient jouer un rôle, notamment dans l'interprétation des anisotropies du fond diffus cosmologique.